# Warcq (Ardennes)
Pour les articles homonymes, voir Warcq.
Warcq (prononcé [waʁk]) est une commune française, située dans le département des Ardennes en région Grand Est.

## Géographie

### Hydrographie
La commune est dans le bassin versant de la Meuse au sein du bassin Rhin-Meuse. Elle est drainée par la Meuse, la Sormonne, le ruisseau de This, le ruisseau des Rejets et le ruisseau de Praele,.
La Meuse, d'une longueur de 486 km, est un fleuve européen qui prend sa source en France, dans la commune du Châtelet-sur-Meuse, à 409 mètres d'altitude, et se jette dans la mer du Nord après un cours long d'approximativement 950 kilomètres traversant la France, la Belgique et les Pays-Bas. Elle longe la commune sur son flanc est puis la traverse dans sa partie sud d'est en ouestsur une longueur d'environ 2,5 km.
La Sormonne, d'une longueur de 56 km, prend sa source dans la commune de Taillette et se jette  dans la Meuse sur la commune, après avoir traversé 23 communes. 

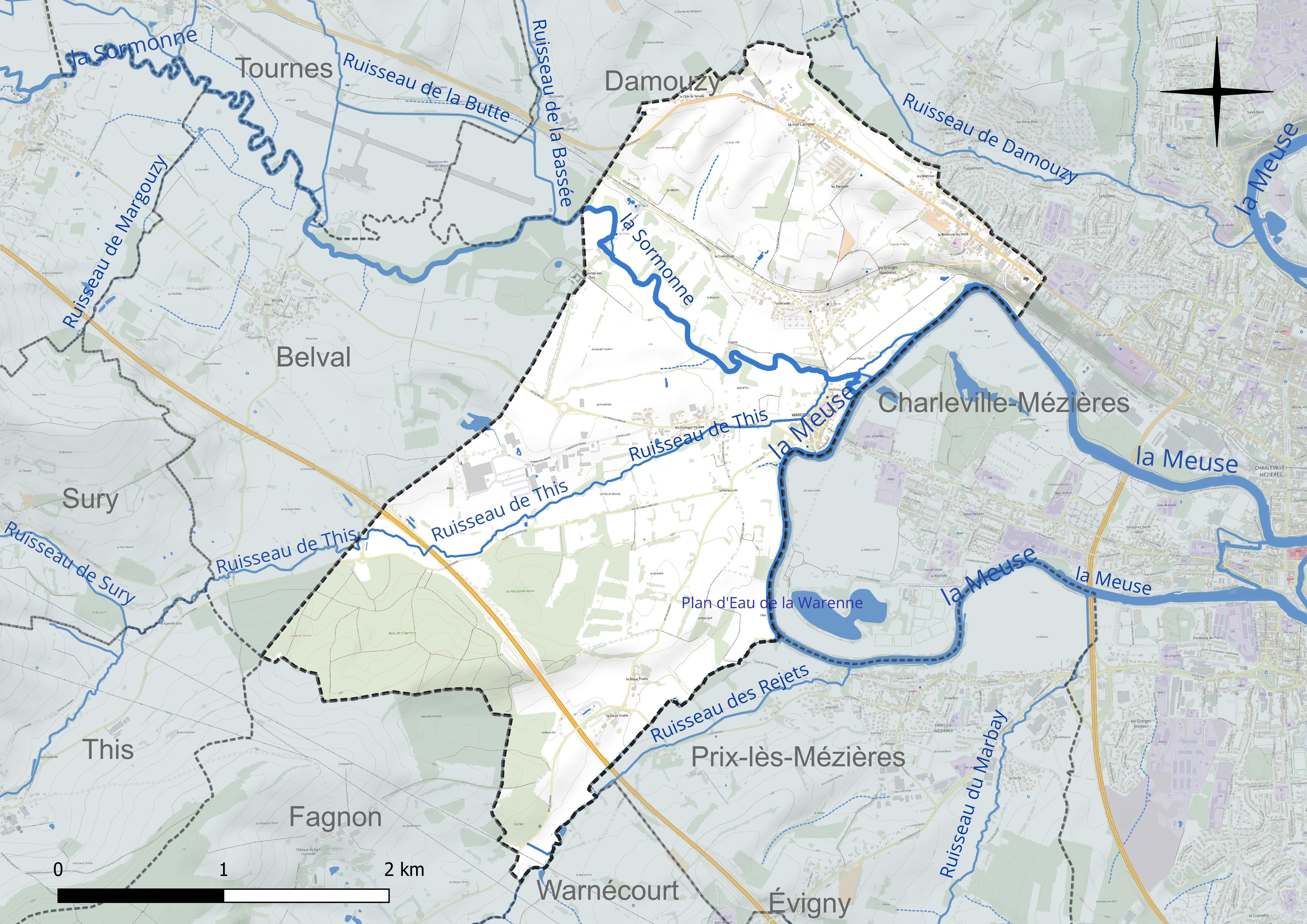
Réseau hydrographique de Warcq.

Le ruisseau de This, d'une longueur de 11 km, prend sa source dans la commune de Thin-le-Moutier et se jette  dans la Sormonne sur la commune, après avoir traversé six communes. 

### Climat
Pour des articles plus généraux, voir Climat du Grand Est et Climat des Ardennes.
En 2010, le climat de la commune est de type climat des marges montargnardes, selon une étude du Centre national de la recherche scientifique s'appuyant sur une série de données couvrant la période 1971-2000. En 2020, Météo-France publie une typologie des climats de la France métropolitaine dans laquelle la commune est exposée à un climat océanique altéré et est dans la région climatique  Lorraine, plateau de Langres, Morvan, caractérisée par un hiver rude (1,5 °C), des vents modérés et des brouillards fréquents en automne et hiver. 
Pour la période 1971-2000, la température annuelle moyenne est de 10 °C, avec une amplitude thermique annuelle de 15,1 °C. Le cumul annuel moyen de précipitations est de 874 mm, avec 13,1 jours de précipitations en janvier et 9,4 jours en juillet. Pour la période 1991-2020, la température moyenne annuelle observée sur la station météorologique de Météo-France la plus proche, « Charleville-Méz. », sur la commune de Charleville-Mézières à 3 km à vol d'oiseau, est de 9,9 °C et le cumul annuel moyen de précipitations est de 928,4 mm. 
La température maximale relevée sur cette station est de 39,2 °C, atteinte le 25 juillet 2019 ; la température minimale est de −17,5 °C, atteinte le 1er janvier 1997,,. 
Les paramètres climatiques de la commune ont été estimés pour le milieu du siècle (2041-2070) selon différents scénarios d'émission de gaz à effet de serre à partir des nouvelles projections climatiques de référence DRIAS-2020. Ils sont consultables sur un site dédié publié par Météo-France en novembre 2022.

## Urbanisme

### Typologie
Au 1er janvier 2024, Warcq est catégorisée commune rurale à habitat dispersé, selon la nouvelle grille communale de densité à 7 niveaux définie par l'Insee en 2022.
Elle appartient à l'unité urbaine de Charleville-Mézières, une agglomération intra-départementale dont elle est une commune de la banlieue,. Par ailleurs la commune fait partie de l'aire d'attraction de Charleville-Mézières, dont elle est une commune de la couronne,. Cette aire, qui regroupe 132 communes, est catégorisée dans les aires de 50 000 à moins de 200 000 habitants,.

### Occupation des sols
L'occupation des sols de la commune, telle qu'elle ressort de la base de données européenne d’occupation biophysique des sols Corine Land Cover (CLC), est marquée par l'importance des territoires agricoles (67,1 % en 2018), en diminution par rapport à 1990 (73,2 %). La répartition détaillée en 2018 est la suivante : 
prairies (53,7 %), forêts (17,9 %), terres arables (13,3 %), zones urbanisées (9,6 %), zones industrielles ou commerciales et réseaux de communication (5,4 %). L'évolution de l’occupation des sols de la commune et de ses infrastructures peut être observée sur les différentes représentations cartographiques du territoire : la carte de Cassini (XVIIIe siècle), la carte d'état-major (1820-1866) et les cartes ou photos aériennes de l'IGN pour la période actuelle (1950 à aujourd'hui).

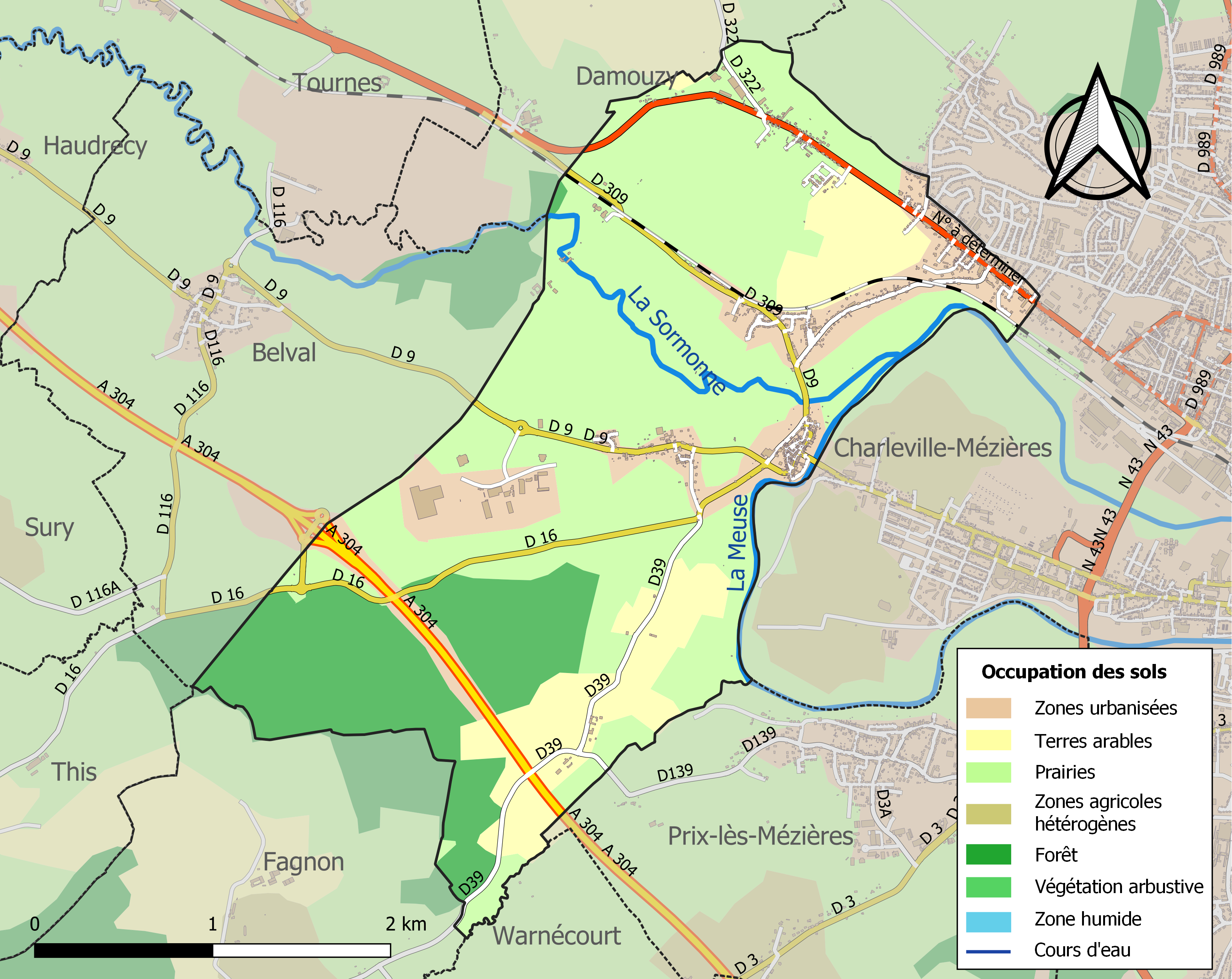
Carte des infrastructures et de l'occupation des sols de la commune en 2018 (CLC).

## Toponymie
Le nom de la localité est attesté sous les formes Warcq en 1793, Warq en 1801.
Le nom de Warcq vient du latin varectum, qui signifie « une terre non encore défrichée ». La ville de Guéret tire également son nom de varectum, qui est une déformation du supin vervactum, du verbe vervago: « labourer pour la première fois ».

## Histoire
À Warcq, sur les bords de la Meuse, les archéologues ont découvert les vestiges d'un pont sous la forme d'une poutre de 7 m, disposée sur les pierres calcaires d'un gué, calée[Quoi ?] par des pieux et des pierres. La poutre taillée par des encoches était un élément d'un pont. Sa date d'abattage, de 176 ans av. J.-C., révélée par des examens dendrochronologiques, en fait le plus vieux pont d'Europe de l'époque celtique.
Une tombe à char, sépulture aristocratique gauloise, a été découverte en 2014 à Warcq. Cette découverte est rare par la richesse de son mobilier, quatre chevaux, objets décorés à la feuille d'or... Des thermes gallo-romains ont été découverts durant l'été 2017.
À cheval sur les territoires de Prix-lès-Mézières et Warcq se trouvait au Xe siècle le village de Guilloy (latin : Equilidium)  et son église dédiée à saint Hilaire. Guilloy était le point d’aboutissement d'une voie romaine de Reims à la Meuse. Le seigneur de Guilloy était Otton ou Othon. C’est lui qui a fait construire un château à Warcq et de ce fait est le fondateur de la ville de Warcq,.

## Politique et administration

### Liste des maires
| Période                                  | Période    | Identité                    | Étiquette | Qualité                                                                                        |
| ---------------------------------------- | ---------- | --------------------------- | --------- | ---------------------------------------------------------------------------------------------- |
| 14/01/1793                               | 31/12/1794 | Jean Louis Duval            |           | Membre du conseil général de la commune, puis dénommé officier public.                         |
| 1895                                     | 1897       | Nicolas Mangienne           |           |                                                                                                |
| 1797                                     | 1838       | Jean-Baptiste Doué          |           | Agent municipal de la commune, puis re dénommé maire à partir de la loi du 28 pluviôse an VIII |
| 1838                                     | 1841       | François Remy               |           |                                                                                                |
| 1841                                     | 1865       | Jean-Baptiste Doué          |           | A priori fils du maire précédent du même nom.                                                  |
| 1865                                     | 1881       | Jean-Baptiste Brice         |           |                                                                                                |
| 1881                                     | 07/1903    | Paul Delahaut               |           |                                                                                                |
| 07/1903                                  | 05/1908    | Jean Paschal Ernest Cordier |           |                                                                                                |
| 05/1908                                  | 05/1912    | Eugène Husson Saingery      |           |                                                                                                |
| 05/1912                                  | 1918       | Gustave Gentil              |           |                                                                                                |
| 1918                                     | 1918       | Paul Hanus                  |           |                                                                                                |
| 1918                                     | 1925       | Henri Saingery Adnet        |           |                                                                                                |
| 1925                                     | 1933       | Paul Husson                 |           |                                                                                                |
| 1933                                     | 1934       | Louis Benoit                |           |                                                                                                |
| 1934                                     | 1945       | Alexandre Flamion           |           |                                                                                                |
| 1945                                     | 1947       | Marcel Devie                |           |                                                                                                |
| 1947                                     | 1980       | Lucien Pierquin             | DVD       | Expert-comptable                                                                               |
| 1980                                     | 2001       | Luc Pierquin                | DVD       |                                                                                                |
| mars 2001                                | mai 2020   | Bernard Pierquin            | DVD       |                                                                                                |
| mai 2020                                 | En cours   | Marie-Annick Pierquin       |           | Assistante sociale à la retraite.                                                              |
| Les données manquantes sont à compléter. |            |                             |           |                                                                                                |

## Démographie
L'évolution du nombre d'habitants est connue à travers les recensements de la population effectués dans la commune depuis 1793. Pour les communes de moins de 10 000 habitants, une enquête de recensement portant sur toute la population est réalisée tous les cinq ans, les populations de référence des années intermédiaires étant quant à elles estimées par interpolation ou extrapolation. Pour la commune, le premier recensement exhaustif entrant dans le cadre du nouveau dispositif a été réalisé en 2006.

En 2022, la commune comptait 1 280 habitants, en évolution de −0,08 % par rapport à 2016 (Ardennes : −2,97 %, France hors Mayotte : +2,11 %).
| 1793 | 1800 | 1806 | 1821 | 1831 | 1836 | 1841 | 1846 | 1851 |
| ---- | ---- | ---- | ---- | ---- | ---- | ---- | ---- | ---- |
| 389  | 397  | 430  | 538  | 588  | 655  | 646  | 701  | 688  |

| 1866 | 1872 | 1876 | 1881 | 1886 | 1891 | 1896 | 1901 | 1906  |
| ---- | ---- | ---- | ---- | ---- | ---- | ---- | ---- | ----- |
| 768  | 799  | 798  | 890  | 913  | 935  | 881  | 916  | 1 010 |

| 1911  | 1921  | 1926  | 1931  | 1936  | 1946  | 1954  | 1962  | 1968  |
| ----- | ----- | ----- | ----- | ----- | ----- | ----- | ----- | ----- |
| 1 062 | 1 038 | 1 034 | 1 226 | 1 195 | 1 150 | 1 214 | 1 432 | 1 490 |

| 1975  | 1982  | 1990  | 1999  | 2006  | 2011  | 2016  | 2021  | 2022  |
| ----- | ----- | ----- | ----- | ----- | ----- | ----- | ----- | ----- |
| 1 418 | 1 376 | 1 528 | 1 449 | 1 351 | 1 320 | 1 281 | 1 253 | 1 280 |

## Héraldique
| Armes de Warcq | Les armes de Warcq se blasonnent ainsi : De gueules à la lettre W capitale d’or surmontée de deux râteaux démanchés du même. |

## Lieux et monuments
- Église Saint-Jean-Baptiste de Warcq classée monument historique en 1927[31].
- Église Saint-Paul de Warcq, quartier de la Bellevue du Nord, réalisée en 1965 par l'architecte ardennais Pierre Villière et labellisée Architecture contemporaine remarquable.
- Château de la Grange aux Bois
- Tour de l'Eau
- Lavoirs
- Musée
- Tombe à char[32] comparable à celles de Vix et de Lavau est découverte en 2014 lors de la fouille d'une villa gallo-romaine découverte à l'occasion du chantier de l'autoroute A304.
- Thermes gallo-romains : ces thermes ont été découverts là encore lors d'une fouille préventive réalisée en juillet 2017, par la cellule d'archéologie du Conseil Départemental des Ardennes, sur le projet d'un futur raccordement entre l’autoroute A304 et à la Route Nationale 43[33].

## Images

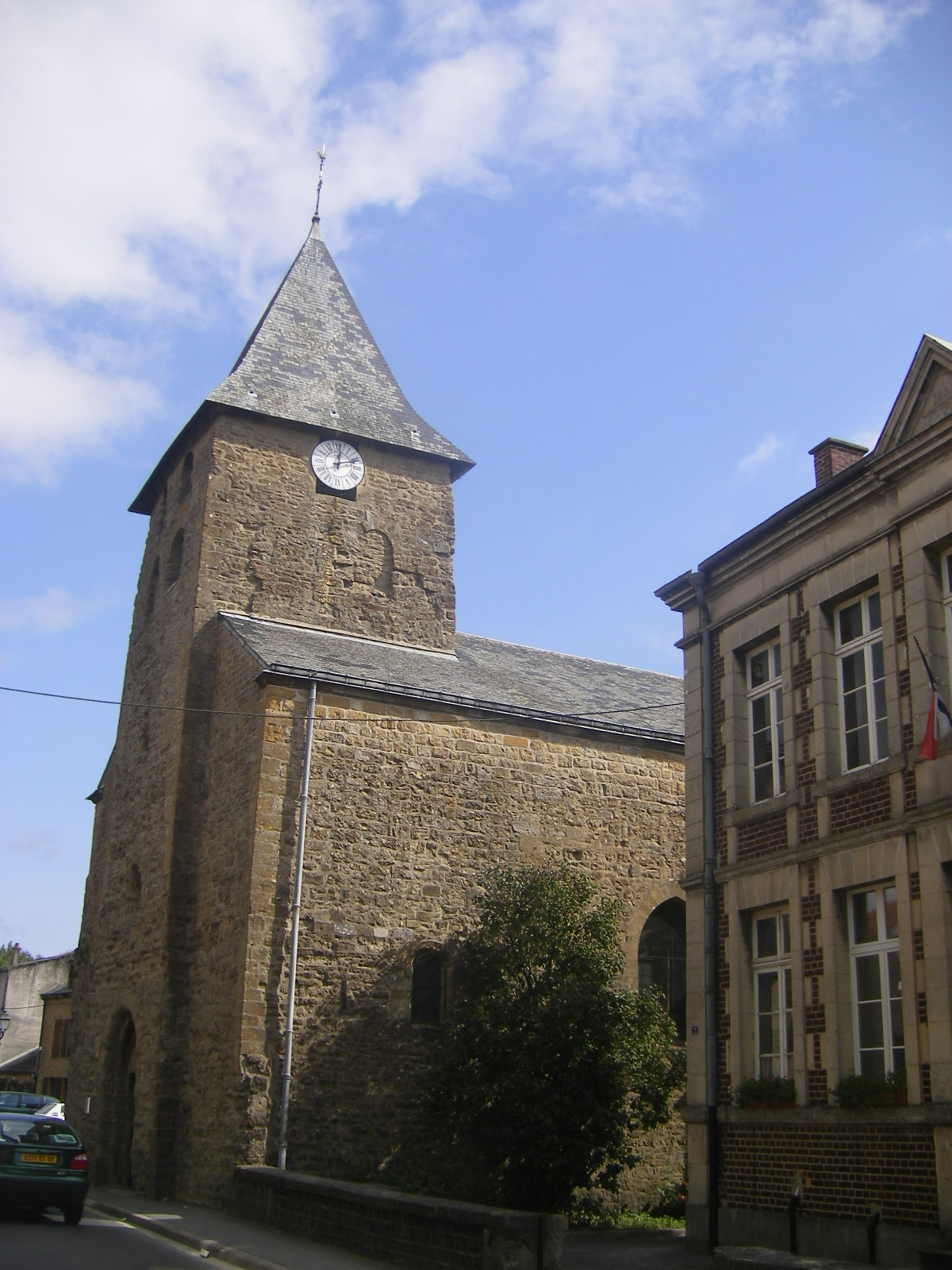
Église Saint-Jean-Baptiste.
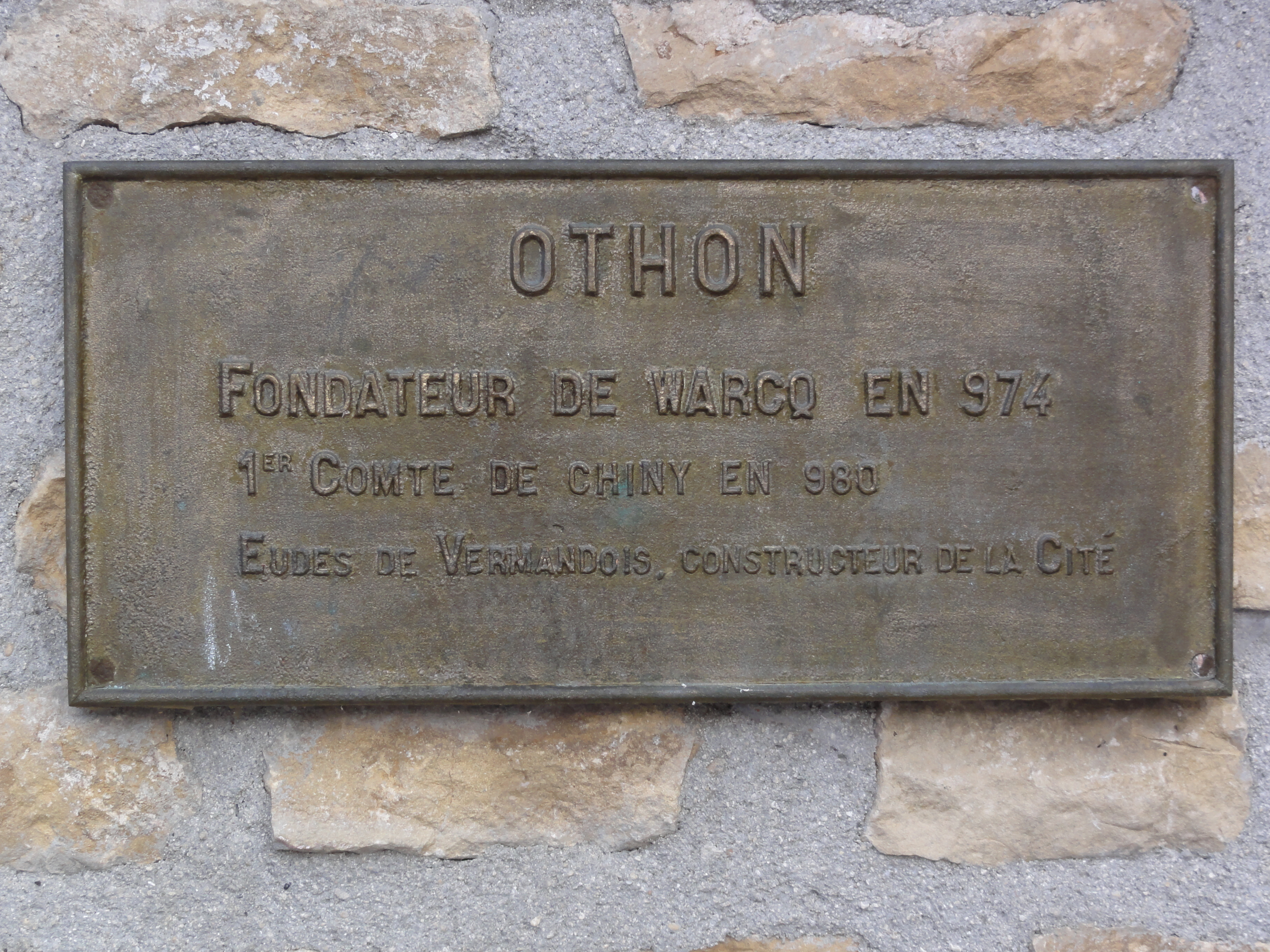
Plaque sur Othon, fondateur de la cité.
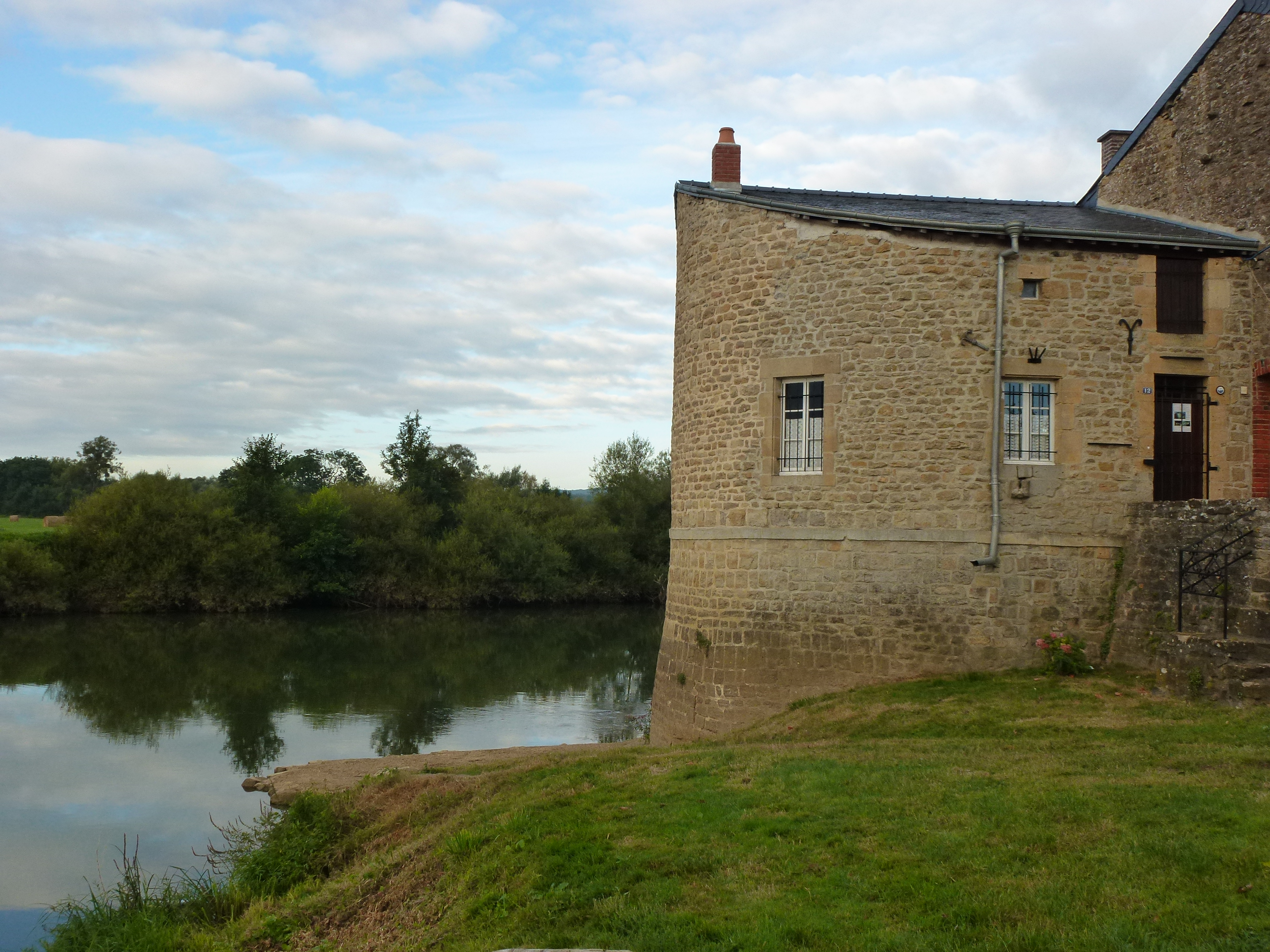
Tour de l'Eau (et musée).
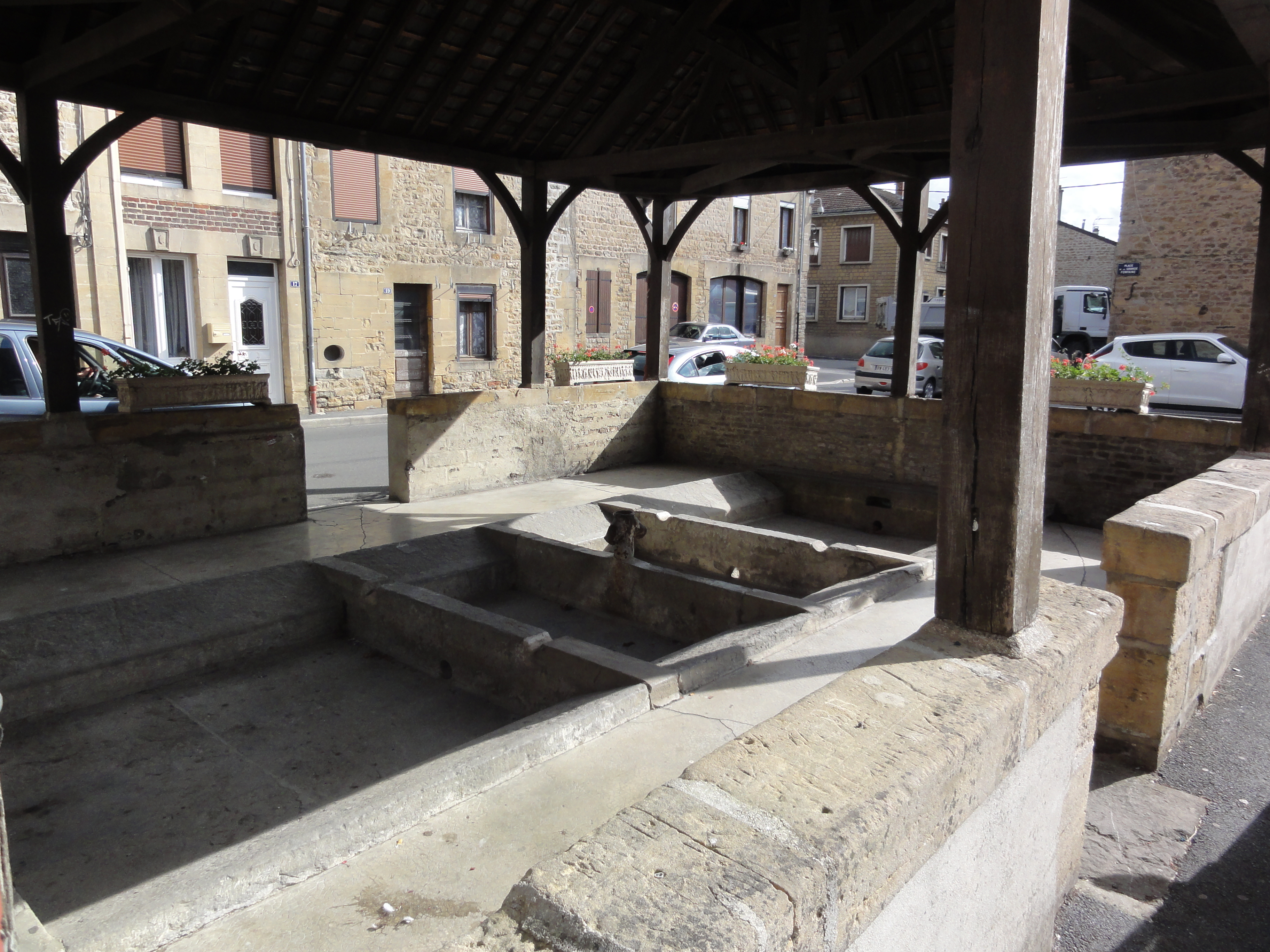
Lavoir.
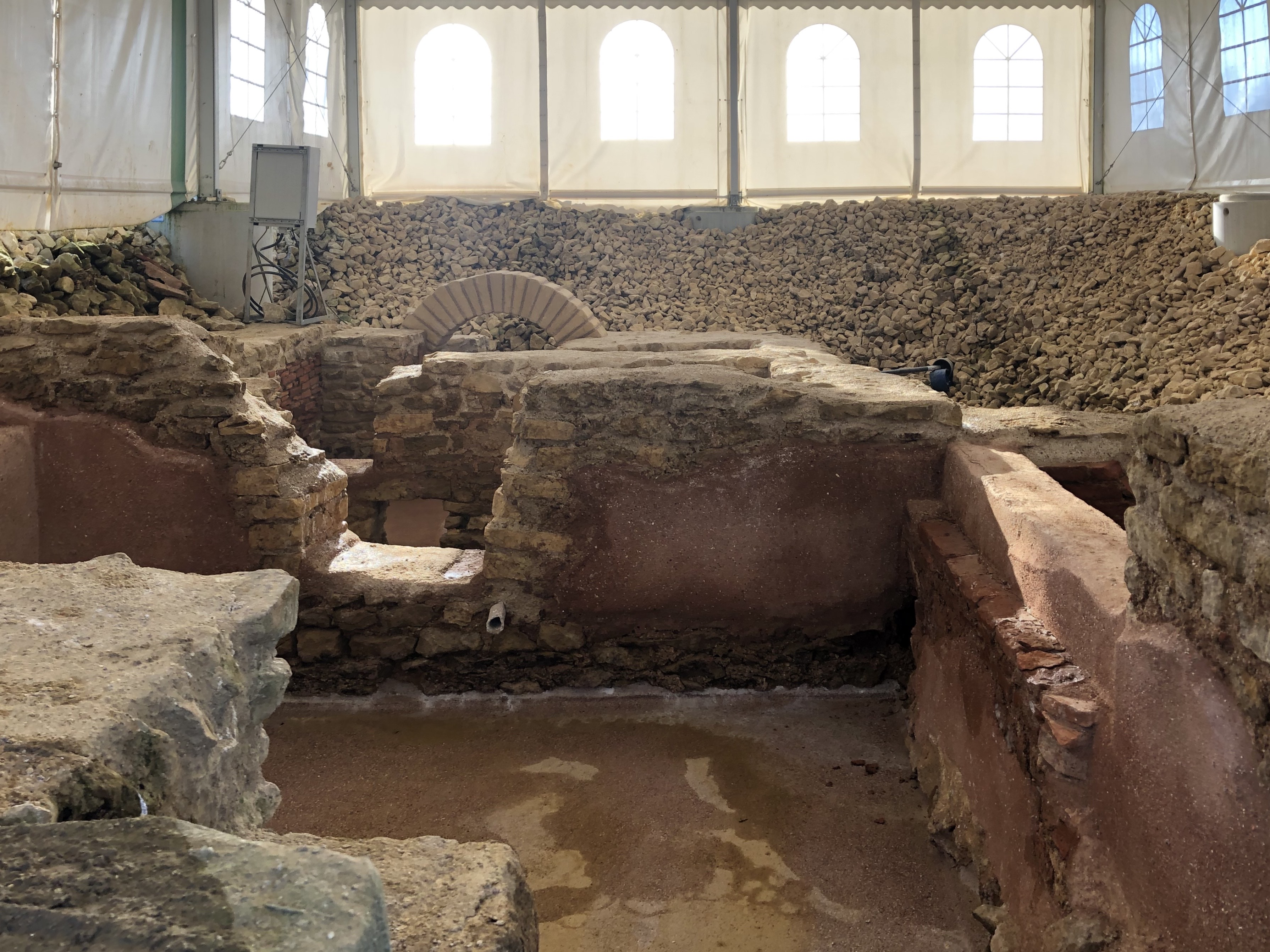
Thermes gallo-romains
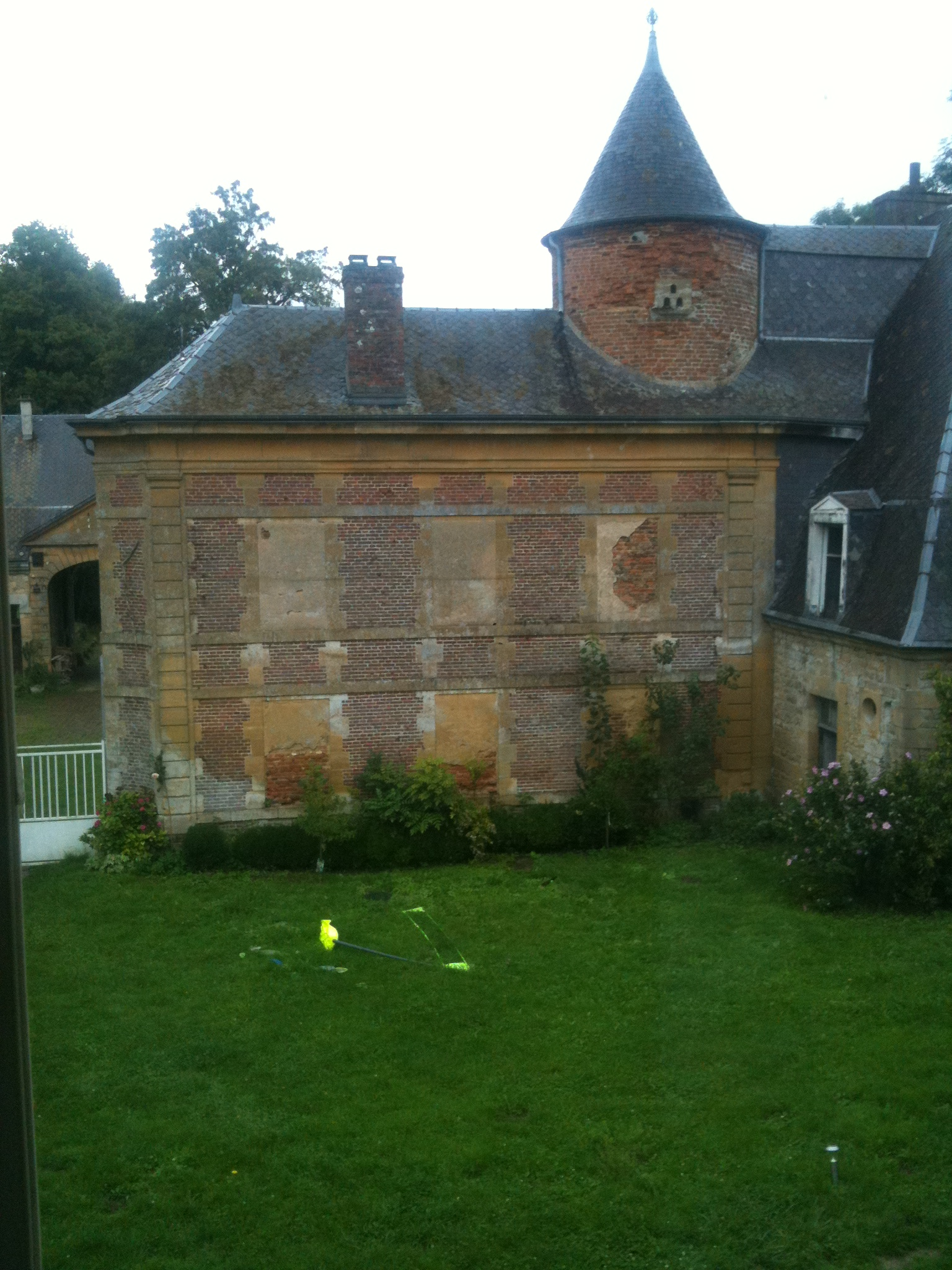
Château de la Grange aux Bois.

## Personnalités liées à la commune
- Otton Ier de Chiny : fondateur de Warcq en 974, premier comte de Chiny.
- François Ignace Ervoil d'Oyré (1739-1799), général des armées de la République, né à Sedan, décédé dans la commune.
- Le Baron de Lascours, préfet des Ardennes et ancien de la guerre de libération des colons américains repose au cimetière municipal.